# Episodi di Buona fortuna Charlie (prima stagione)
La prima stagione della serie televisiva Buona Fortuna Charlie è stata trasmessa negli Stati Uniti dal 4 aprile 2010 al 30 gennaio 2011 su Disney Channel. In Italia, il primo episodio è andato in onda in anteprima il 12 luglio 2010, sempre su Disney Channel. Successivamente, dal 1º ottobre 2010, sono stati trasmessi sullo stesso canale i rimanenti episodi, fino al 30 giugno 2011. La serie è stata poi trasmessa in chiaro dal 10 dicembre 2012 su Italia 1.
| nº | Titolo originale               | Titolo italiano                        | Prima TV USA      | Prima TV Italia  |
| -- | ------------------------------ | -------------------------------------- | ----------------- | ---------------- |
| 1  | Study Date                     | Il bacio mancato                       | 4 aprile 2010     | 12 luglio 2010   |
| 2  | Baby Come Back                 | Lo scambio                             | 11 aprile 2010    | 1º ottobre 2010  |
| 3  | The Curious Case of Mr. Dabney | Il misterioso caso di Mr. Dabney       | 18 aprile 2010    | 8 ottobre 2010   |
| 4  | Double Whammy                  | Wammy, la mascotte                     | 25 aprile 2010    | 15 ottobre 2010  |
| 5  | Dance Off                      | Il ballo                               | 2 maggio 2010     | 22 ottobre 2010  |
| 6  | Charlie Did It!                | È stata Charlie!                       | 9 maggio 2010     | 29 ottobre 2010  |
| 7  | Butt Dialing Duncans           | Chiamate indesiderate                  | 16 maggio 2010    | 5 novembre 2010  |
| 8  | Charlie is 1                   | Il primo compleanno di Charlie         | 23 maggio 2010    | 19 novembre 2010 |
| 9  | Up a Tree                      | La casa sull'albero                    | 6 giugno 2010     | 12 novembre 2010 |
| 10 | Take Me Out to the Ball Game   | Il misterioso zio Mel                  | 13 giugno 2010    | 26 novembre 2010 |
| 11 | Boys Meet Girls                | Quando i ragazzi incontrano le ragazze | 27 giugno 2010    | 3 dicembre 2010  |
| 12 | Kit and Kaboodle               | La prima cotta di Gabe                 | 11 luglio 2010    | 10 dicembre 2010 |
| 13 | Teddy's Little Helper          | La piccola aiutante di Teddy           | 1º agosto 2010    | 17 dicembre 2010 |
| 14 | Blankie Go Bye-Bye             | Buon anniversario!                     | 15 agosto 2010    | 30 dicembre 2010 |
| 15 | Charlie Goes Viral             | La famiglia Duncan in tv               | 29 agosto 2010    | 7 gennaio 2011   |
| 16 | Duncan's Got Talent            | Il talento dei Duncan                  | 12 settembre 2010 | 14 gennaio 2011  |
| 17 | Kwikki Chick                   | Miss Polletta                          | 19 settembre 2010 | 21 gennaio 2011  |
| 18 | Charlie in Charge              | Charlie nelle mani di Gabe             | 17 ottobre 2010   | 28 gennaio 2011  |
| 19 | Sleepless in Denver            | Zombie a Denver                        | 24 ottobre 2010   | 4 febbraio 2011  |
| 20 | Girl Bites Dog                 | La prima delusione d'amore             | 14 novembre 2010  | 11 febbraio 2011 |
| 21 | Teddy's Broken Heart Club Band | Come guarire un cuore spezzato         | 21 novembre 2010  | 18 febbraio 2011 |
| 22 | Teddy Rebounds                 | Buona fortuna, Teddy                   | 28 novembre 2010  | 25 febbraio 2011 |
| 23 | Pushing Buttons                | La prima bici di Charlie               | 12 dicembre 2010  | 4 marzo 2011     |
| 24 | Snow Show, part one            | Spettacolo sulla neve (prima parte)    | 16 gennaio 2010   | 6 aprile 2011    |
| 25 | Snow Show, part two            | Spettacolo sulla neve (seconda parte)  | 23 gennaio 2010   | 6 aprile 2011    |
| 26 | Driving Mrs. Dabney            | Scuola guida con la signora Dabney     | 30 gennaio 2011   | 30 giugno 2011   |

## Il bacio mancato
- Titolo originale: Study Date
- Diretto da: Shelley Jensen
- Scritto da: Phil Baker e Drew Vaupen

Teddy è entusiasta all'idea di baciarsi con Spencer, il suo compagno di studi, quando lui viene a casa sua per prepararsi per un compito in classe. Tuttavia, i continui interventi e le distrazioni da parte della sua famiglia, i Duncan, rendono la situazione complicata. Nonostante i suoi sforzi per creare un momento romantico, Spencer è costretto a tornare a casa senza aver realizzato il tanto desiderato bacio. Questo lascia Teddy delusa e frustrata, poiché sperava che quella fosse l'occasione giusta per avvicinarsi a Spencer e dare inizio a una nuova fase della loro relazione. La puntata si conclude con un colpo di scena che promette un futuro sviluppo tra i due.

## Lo scambio
- Titolo originale: Baby Come Back
- Diretto da: Shelley Jensen
- Scritto da: Dan Staley

### Trama
Teddy decide di far rilassare i propri genitori mandandoli a cenare da soli in un ristorante messicano. PJ, che ha portato Charlie al parco, viene distratto da una ragazza, Emma, che ha portato al parco il suo fratellino in un passeggino identico a quello di Charlie. PJ si innamora della ragazza e, nella confusione, scambia i passeggini portando a casa il bambino sbagliato. Quando prova a chiamare Emma, scopre che il numero che lei gli ha dato è sbagliato e pensa che la ragazza gliene abbia dato uno falso di proposito. La coincidenza vuole che la ragazza ceni proprio nel ristorante messicano dove si trovano i genitori Duncan. Intanto, Gabe prende lezioni di magia e, per distrarre i genitori in modo che Teddy possa scambiare di nuovo Charlie con il fratellino di Emma, decide di togliere la tovaglia del tavolo, facendo cadere i piatti e sporcando i genitori. Teddy riesce a recuperare Charlie e a riportare il bambino giusto vicino al tavolo, senza che i genitori se ne accorgano (nonostante Amy scopra tutto alla fine). PJ si rende conto di aver scritto male una cifra e comprende che Emma non l'aveva ingannato di proposito, ma Emma non sembra più interessata. La puntata si conclude con Gabe che riesce a ottenere un quarto di dollaro da Capitan Flexy, lo spirito comico delle feste.

## Il misterioso caso di Mr. Dabney
- Titolo originale: The Curious Case of Mr. Dabney
- Diretto da: Eric Dean Seaton
- Scritto da: Christopher Vane

### Trama
PJ e Gabe sospettano che la loro vicina, la signora Dabney, abbia ucciso il marito Fred Dabney dopo aver visto un film horror. Decidono quindi di cercare delle prove per dimostrare le loro teorie. Nel frattempo, Teddy diventa gelosa perché la sua migliore amica invia messaggi alla mamma dei Duncan. Alla fine, scoprono che le loro ipotesi erano infondate e che la cosa di cui la signora Dabney doveva disfarsi non era affatto il cadavere del marito, ma una cassa contenente i suoi vecchi ricordi, tra cui uno scheletro che usava durante le lezioni di scienze. In conclusione, Teddy e la sua amica Ivy si riavvicinano, rendendosi conto che non sono in grado di essere amiche delle mamme troppo noiose.
- Guest star: Raven Goodwin (Ivy Wentz), Patricia Belcher (Estelle Dabney)

## Wammy, la mascotte
- Titolo originale: Double Whammy
- Diretto da: Eric Dean Seaton
- Scritto da: Erika Kaestle, Patrick McCarthy

### Trama
Amy convince Teddy a fare un provino per diventare la mascotte della scuola Wammy, un ruolo che si prospetta divertente ma impegnativo. Nonostante i suoi tentativi di sabotare il provino, Teddy si ritrova a essere l'unica candidata e, di conseguenza, viene scelta come nuova Wammy. Nel frattempo, PJ riflette sulla possibilità di diventare calvo da grande, proprio come Bob, e sfida Emmett a una corsa tra bambini, coinvolgendo il nipote di Emmett e Charlie. Sorprendentemente, Charlie riesce a vincere la gara mentre compie i suoi primi passi. Alla fine, grazie al supporto della mamma, Teddy inizia ad apprezzare il suo nuovo ruolo di mascotte Wammy, guadagnando anche popolarità tra i suoi compagni di scuola.

## Il ballo
- Titolo originale: Dance Off
- Diretto da: Eric Dean Seaton
- Scritto da: Christopher Vane

### Trama
Il ballo della scuola è finalmente arrivato, e Teddy decide di chiedere a Spencer di accompagnarla, mentre Ivy si rivolge a Emmett per lo stesso motivo. Teddy spera di ottenere il suo primo bacio da Spencer, ma Emmett, che ha una cotta per Teddy, cerca di distrarre Spencer per rovinare il momento. Nel frattempo, Gabe si trova in difficoltà nel tentativo di nascondere alla sua maestra la bugia che ha raccontato riguardo al fatto che non poteva fare i compiti a causa dei continui litigi tra i suoi genitori, una situazione completamente falsa. Quando la verità viene a galla e sia la maestra che i suoi genitori scoprono la bugia, Gabe viene messo in punizione e costretto a recuperare tutti i compiti arretrati. Nel frattempo, Spencer ed Emmett iniziano a diventare amici grazie alla loro comune passione per il ballo, dimenticando così le loro ragazze. Alla fine della puntata, Teddy e Spencer riescono finalmente a baciarsi quando Teddy, incapace di trattenersi, continua a parlare e Spencer decide di baciarla per zittirla.
- Guest star: Shane Harper (Spencer Walsh), Micah Williams (Emmett Heglin), Raven Goodwin (Ivy Wentz)

## È stata Charlie!
- Titolo originale: Charlie Did It!
- Diretto da: Adam Weissman
- Scritto da: Jim Gerkin

### Trama
Il gestore del supermercato locale Reddy Mart trattiene i fratelli Duncan poiché Charlie ha afferrato un paio di occhiali da sole, attivando l'allarme. Tuttavia, Teddy desidera andarsene e affida a Gabe il compito di elaborare un piano per evadere dal supermercato. Nel frattempo, Pj si impegna a scrivere il jingle perfetto per la pubblicità di suo padre, ma non riesce a trovare l'ispirazione. Per fuggire, Gabe crea scompiglio nel negozio e viene inseguito dal gestore, che cade in tutte le sue trappole. Alla fine, Gabe riesce a uscire e Pj trova finalmente la canzone giusta, che sarà utilizzata anche come tema per la pubblicità, presentata come un incontro di wrestling.
- Guest star: Larry Joe Campbell (Hugo), Hayley Holmes (Alice Wartheimer)

## Chiamate indesiderate
- Titolo originale: Butt Dialing Duncans
- Diretto da: Bob Koherr
- Scritto da: Jim Gerkin

### Trama
Bob torna da un lavoro di disinfestazione in un negozio di elettronica e porta dei regali ai suoi figli. A Teddy e Pj regala due smartphone di ultima generazione, mentre a Gabe un elicottero da costruire, che però non sembra apprezzare. Anche Charlie riceve un regalo: un cavalluccio di peluche, ma i ragazzi lo odiano a causa della sua musichetta. I nuovi smartphone iniziano a telefonare da soli, mettendo nei guai i fratelli; infatti, il bullo della scuola sente Pj mentre insieme al suo amico lo definisce sciocco e stupido. Per cercare di cancellare il messaggio, i ragazzi distruggono il telefono di Pj, ma il bullo viene comunque a conoscenza del contenuto. Nel frattempo, Teddy fa sentire a sua madre una conversazione con l'amica in cui la considera antiquata e fuori moda. La madre si vendica mettendo in imbarazzo Teddy, mentre i tentativi di Gabe di distruggere il regalo di Charlie si rivelano vani.
- Guest star: Raven Goodwin (Ivy Wentz), Ellia English (Mary Lou Wentz), Micah Williams (Emmet Burnet), Adam Cagley (George Van Brunt), Wendle Josepher (Mrs. Jeter), Doug Haley (Walter)

## Il primo compleanno di Charlie
- Titolo originale: Charlie is 1
- Diretto da: Adam Weissman
- Scritto da: Andrew Orenstein

### Trama
È arrivato il primo compleanno di Charlie e i fratelli sono pronti a farle i loro regali. Teddy regala a Charlie una foto del giorno della sua nascita, facendo rivivere a tutti i ricordi di quel momento speciale: la mamma di Charlie è dovuta andare da sola all'ospedale perché non c'era nessuno a casa e desiderava che fosse lo stesso dottore che aveva assistito alla nascita dei suoi fratelli a far nascere anche Charlie. Quando Teddy le comunica che il dottore non è disponibile, la mamma decide di andarsene, ma Teddy le propone di restare in ospedale mentre lui va a prenderlo. Così, Teddy si trova costretto a intrattenere dei bambini affinché il dottore possa arrivare. Alla fine, tutto si risolve e la famiglia riesce a scattare una foto insieme alla piccola Charlie appena nata.
- Guest star: Raven Goodwin (Ivy Wentz), Patricia Belcher (Estelle Dabney)

## La casa sull'albero
- Titolo originale: Up a Tree
- Diretto da: Shelley Jensen
- Scritto da: Phil Baker e Drew Vaupen

### Trama
La vicina di casa della famiglia Duncan, Mrs. Dabney, ha recentemente adottato un nuovo cane che abbaia incessantemente per tutto il giorno, creando non pochi disagi ai Duncan. Stanchi di questo continuo rumore, i membri della famiglia decidono di chiedere a Mrs. Dabney di vendere il cane. Tuttavia, la donna accetta di farlo solo se in cambio verrà distrutta la casa sull'albero di Teddy e PJ, un luogo che rappresenta per loro un rifugio speciale e un simbolo della loro infanzia.Determinati a proteggere la loro casa sull'albero, Teddy e PJ si preparano a combattere per difenderla. I due fratelli mettono in atto una serie di strategie per convincere Mrs. Dabney a cambiare idea, ma le cose si complicano ulteriormente quando l'intera famiglia decide di salire sulla casa sull'albero per dimostrare il loro affetto per quel posto. Purtroppo, il peso combinato dei membri della famiglia si rivela fatale: la casa crolla sotto di loro, lasciando i ragazzi sconvolti e frustrati.Nonostante il disastro, la famiglia si riunisce e riflette sull'importanza dei legami familiari e dei ricordi condivisi. Alla fine, dopo aver affrontato questa difficile situazione, i Duncan decidono di ricostruire la casa sull'albero. Questo gesto non solo ripristina il loro rifugio, ma rappresenta anche una nuova opportunità per creare nuovi ricordi insieme. La ricostruzione diventa così un simbolo della resilienza della famiglia Duncan e del loro impegno a rimanere uniti nonostante le avversità.L'episodio si conclude con una nota positiva: i fratelli comprendono che, anche se le cose possono andare male, l'importante è affrontarle insieme e trovare modi creativi per risolvere i problemi. La nuova casa sull'albero diventa quindi un luogo non solo di divertimento, ma anche di crescita e apprendimento per tutti i membri della famiglia.
- Guest star: Patricia Belcher (Estelle Dabney)
- Curiosità: Quando tutti cadano dalla casa sull'albero, Charlie si ritrova appesa al ramo: questo è un riferimento al titolo inglese della canzone della sigla: "Hang In There, Baby!", ovvero: tieni duro piccola.

## Il misterioso zio Mel
- Titolo originale: Take Me Out to the Ball Game
- Diretto da: Eric Dean Seaton
- Scritto da: Andrew Orenstein

### Trama
Bob riceve notizie da suo zio Mel, con il quale sembra aver avuto un diverbio in passato, che ha portato a un lungo silenzio tra di loro. Quando Teddy viene a conoscenza della situazione, decide di fare chiarezza e si reca a trovare lo zio nella casa di riposo in cui vive. Nel frattempo, PJ e Gabe ricevono un'interessante proposta da un fotografo che desidera realizzare un book fotografico della piccola Charlie. Tuttavia, la mamma non è d'accordo con l'idea, ma i due ragazzi, a sua insaputa, decidono di procedere con il servizio fotografico.Mentre Teddy porta zio Mel a una partita di baseball, quest'ultimo inizia a offendere i giocatori, creando imbarazzo per Teddy. Per cercare di gestire la situazione, Teddy decide di riportare lo zio a casa dei Duncan. Qui, dopo una sincera conversazione, Bob e Mel riescono finalmente a chiarire i loro contrasti e risolvere i problemi che li hanno allontanati per tanto tempo.Alla fine dell'episodio, Amy scopre del provino di Charlie e inizialmente è scettica riguardo all'idea del book fotografico. Tuttavia, il fotografo riesce a convincerla a partecipare anch'ella al servizio fotografico insieme alla piccola. Questo momento finale non solo sottolinea l'importanza della famiglia e della comunicazione tra i suoi membri, ma evidenzia anche come le esperienze condivise possano rafforzare i legami familiari.
- Guest star: Blake Clark (Mel Duncan), Raven Goodwin (Ivy Wentz)

## Quando i ragazzi incontrano le ragazze
- Titolo originale: Boys Meet Girls
- Diretto da: Eric Dean Seaton
- Scritto da: Phil Baker, Drew Vaupen

### Trama
Bob costringe PJ a trovare un lavoro, e così lui decide di consegnare pollo da Polli Espressi. Durante una delle sue consegne, incontra Madison Davis, una ragazza di cui si innamora perdutamente, immaginando una vita insieme a lei. Nel frattempo, Gabe torna a casa ferito, e Teddy, preoccupata per il suo fratellino, si reca alla sua scuola per scoprire chi sia il responsabile. Scopre che la ragazza che maltratta Gabe ha una cotta per lui, e anche Gabe si è innamorato di lei. Tuttavia, la situazione è complicata: la ragazza continua a picchiarlo perché non riesce a esprimere i suoi sentimenti.Nel frattempo, PJ si rende conto che Madison lo tradisce con il ragazzo delle pizze e decide di lasciarla. Questa rottura lo colpisce profondamente, ma il padre lo aiuta a riprendersi e a riconquistare l'amicizia del suo migliore amico, che era stato geloso della sua relazione con Madison. Grazie all'intervento di Teddy, Gabe riesce a risolvere i suoi problemi amorosi, anche se alla fine dell'episodio tutta la famiglia sembra avere le proprie difficoltà in amore.Il tema centrale dell'episodio ruota attorno alle relazioni e alle sfide emotive che i personaggi devono affrontare. PJ deve affrontare il dolore della delusione amorosa, mentre Gabe impara che l'amore può essere complicato e difficile da gestire. Teddy, da parte sua, si dimostra un sostegno fondamentale per entrambi i fratelli. L'episodio si conclude con un messaggio di speranza: nonostante le difficoltà in amore, la famiglia rimane unita e pronta ad affrontare insieme le sfide della vita.
- Guest star: G. Hannelius (Jo Keener), Molly Burnett (Madison Davis), Jason Shipman (Trevor), Micah Williams (Emmett Heglin)

## La prima cotta di Gabe
- Titolo originale: Kit and Kaboodle
- Diretto da: Bob Koherr
- Scritto da: Phil Baker, Drew Vaupen

### Trama
Gabe si innamora per la prima volta di una ragazza di nome Kit e, nel tentativo di trovare un terreno comune con lei, afferma di essere figlio unico e di avere genitori divorziati. Nel frattempo, la signora Dabney chiede a Teddy di prendersi cura del suo gatto Karambola mentre è via per due giorni; Teddy si preoccupa quando scopre che il gatto non gioca più con quello della signora Virginia, sua sorella gemella. Infine, PJ si occupa di Charlie portandola al lavoro e affermando che la loro mamma è in ospedale per guadagnare più soldi.
- Guest star: Ryan Newman (Kit), Patricia Belcher (Estelle Dabney/Virginia Dabney), Rose Abdoo (Sed Sedèrone), Miriam Flynn (Jane), Maribeth Monroe (Dana)

## La piccola aiutante di Teddy
- Titolo originale: Teddy's Little Helper
- Diretto da: Bob Koherr
- Scritto da: Michael Fiztpatrick

### Trama
Teddy riceve una B nel compito di inglese e, nonostante le sue richieste di chiarimenti all'insegnante siano infruttuose, decide di coinvolgere la sua adorata sorellina Charlie nella presentazione orale del libro "La fattoria degli animali". Nel frattempo, Gabe affronta la frustrazione dopo aver perso undici partite di basket; tuttavia, Amy riesce a guidare la squadra verso la prima vittoria, ma viene licenziata al secondo incontro, riportando tutto alla situazione iniziale. Inoltre, PJ inizia a trascorrere troppo tempo con le amiche di Amy a seguito della loro sostituzione nell'incontro.
- Guest star: Raven Goodwin (Ivy Wentz), Patrick Cristo (Mr. Dingwall), Kelly Ebsary (Angie), Tucker Albizzi (Nick)

## Buon anniversario!
- Titolo originale: Blankie Go Bye-Bye
- Diretto da: Bob Koherr
- Scritto da: Jim Gerkin

### Trama
È l'anniversario di mamma e papà, e i figli decidono di organizzare una cena marocchina per festeggiare questa occasione speciale. Tuttavia, i loro piani vengono ostacolati da un imprevisto: PJ rimane chiuso fuori casa, mentre dentro, Charlie, la loro sorellina, combina un disastro. La situazione si complica ulteriormente quando Teddy, preoccupata per il pianto incessante di Charlie, si rende conto che la bambina non può stare senza la sua copertina preferita, che la famiglia aveva donato in passato.Nel tentativo di risolvere i problemi, Teddy si dedica a cercare la copertina di Charlie, sperando che una volta ritrovata la piccola smetta di piangere e possa così contribuire alla festa. Mentre Teddy è impegnata in questa ricerca disperata, i suoi fratelli cercano di riorganizzare la cena per sorprendere i genitori. La tensione cresce quando PJ cerca di distrarre Charlie con giochi e canzoni, ma lei continua a piangere per la mancanza della sua copertina.Alla fine, dopo vari tentativi e situazioni comiche, Teddy riesce a trovare la copertina di Charlie. Con il suo ritrovamento, l'atmosfera si allenta e i preparativi per la cena possono riprendere. I figli sono felici di vedere che la loro madre e il loro padre possono finalmente godersi una serata tranquilla e festosa insieme. Nonostante gli imprevisti, l'amore e l'unità della famiglia prevalgono, rendendo l'anniversario un momento memorabile
- Guest star: Jon Reep (Leslie)

## La famiglia Duncan in tv
- Titolo originale: Charlie Goes Viral
- Diretto da: Eric Dean Seaton
- Scritto da: Erika Kaestle, Patrick McCarthy

### Trama
PJ filma Charlie mentre fa una puzzetta e pubblica il video su Internet, scatenando un'inaspettata reazione virale. Il video diventa così popolare che la famiglia Duncan si ritrova a ricevere una proposta per apparire in televisione. Nel frattempo, Spencer decide di presentare Teddy ai suoi genitori, e la ragazza rimane colpita dalle buone maniere della famiglia di Spencer. Questo la porta ad accettare un invito a cena proprio per la sera in cui la troupe televisiva si reca a casa Duncan.La situazione si complica quando i genitori di Spencer iniziano a deridere i Duncan, mettendo in ridicolo la loro apparizione in TV. Teddy, offesa da queste derisioni, prende una posizione forte e rivela ai genitori di Spencer che quella è la sua famiglia e che ne è orgogliosa. La sua affermazione mette in evidenza il legame e l'amore che prova per i suoi familiari, nonostante le imperfezioni.Spencer, vedendo la determinazione di Teddy, confessa di preferire trascorrere del tempo con la sua famiglia perché la considera più genuina e divertente rispetto alla propria. Questa conversazione porta Teddy a riflettere su cosa significhi realmente essere parte di una famiglia e sull'importanza dell'autenticità nei rapporti. La serata si trasforma così in un momento di crescita personale per entrambi i ragazzi, mentre affrontano le pressioni sociali e le aspettative familiari.
- Guest star: Shane Harper (Spencer Walsh), Maurice Godin (Paul Walsh), Stacey Travis (Linda Walsh), Ryun Yu (Brock)

## Il talento dei Duncan
- Titolo originale: Duncan's Got Talent
- Diretto da: Eric Dean Seaton
- Scritto da: Phil Baker, Drew Vaupen

### Trama
Spencer decide di aiutare Teddy a prepararsi per la sua danza di routine in vista del talent show della scuola. Tuttavia, quando Spencer si rende conto che Teddy è completamente negata nel ballo, cerca di trovare una scusa per allontanarsi dalla situazione. Finge quindi di essersi infortunato, sperando che questo possa liberarlo dall'impegno di dover esibirsi con lei.Nel frattempo, Gabe è determinato a vincere le elezioni per diventare il presidente dell'aula dodici. Jo, una sua compagna, inizialmente lo convince ad aiutarlo nella campagna elettorale. Tuttavia, mentre Gabe si prepara per la sua corsa, Jo cambia idea e decide di sabotare la sua campagna per cercare di ottenere la presidenza per se stessa. La situazione si complica ulteriormente quando le strategie di Jo non vanno come previsto e, contro ogni aspettativa, Gabe riesce a ottenere più voti del previsto.La trama si sviluppa in un crescendo di eventi comici e imprevisti. Da un lato, Teddy deve affrontare la realtà delle sue abilità di ballo mentre cerca di mantenere intatta la sua amicizia con Spencer. Dall'altro, Gabe scopre che le sue vere capacità di leadership emergono proprio quando meno se lo aspetta. Alla fine, nonostante i tentativi di sabotaggio da parte di Jo, Gabe riesce a vincere le elezioni e a dimostrare che il supporto dei suoi amici è fondamentale per il suo successo.Questa esperienza non solo rafforza i legami tra i membri della famiglia Duncan, ma offre anche a Teddy e Spencer l'opportunità di riflettere sull'importanza dell'autenticità e del sostegno reciproco nelle relazioni.
- Guest star: Shane Harper (Spencer Walsh), Raven Goodwin (Ivy Wentz), Micah Williams (Emmet Burnet), G. Hannelius (Jo Keener)

## Miss Polletta
- Titolo originale: Kwikki Chick
- Diretto da: Eric Dean Seaton
- Scritto da: Dan Staley

### Trama
Teddy ha bisogno di soldi per comprare un nuovo cellulare e decide di iniziare a lavorare come dog sitter nel suo quartiere. Tuttavia, ben presto si rende conto che il lavoro non è affatto glamour come sperava: si ritrova a gestire cani esuberanti e a pulire disastri inaspettati. Nel frattempo, PJ ha un'idea brillante e viene nominato Mister Polletto, ma la sua gioia svanisce rapidamente quando scopre che il suo capo ha deciso di dare a Teddy un lavoro come testimonial per la campagna pubblicitaria di Kwikki Chikki, rubando così l'attenzione e l'opportunità di brillare al fratello.In preda alla gelosia e al senso di colpa per aver "rubato" il lavoro a PJ, Teddy si sente dispiaciuta e decide di mettere in atto un piano per farsi licenziare. Vuole così restituire a suo fratello l'attenzione che merita e permettergli di godere del successo che gli spetta. La situazione si complica ulteriormente quando Teddy cerca di sabotare il suo nuovo lavoro in modo divertente, ma senza causare danni reali.Nel frattempo, Amy partecipa a un raduno con Charlie, dove canta una canzone con la sua bambina. Tuttavia, il raduno si trasforma in una competizione accesa con altre mamme, ognuna delle quali cerca di dimostrare le proprie abilità canore. Gabe, d'altro canto, decide di divertirsi un po' e utilizza un topo per fare uno scherzo a Bob, creando ulteriore caos nella casa dei Duncan.Questa serie di eventi mette in evidenza le dinamiche familiari tipiche della famiglia Duncan: Teddy cerca di trovare il suo posto nel mondo del lavoro, PJ affronta la rivalità fraterna e Amy si impegna a mantenere viva la competitività tra le mamme. Alla fine, i protagonisti imparano lezioni importanti sull'importanza della famiglia e del supporto reciproco, mentre affrontano le sfide quotidiane con umorismo e affetto.
- Guest star: Lauren Bowles (Elaine), David Arnott (Mitch), Martin Spanjers (Justin), Kallie Flynn Childress (Crystal)

## Charlie nelle mani di Gabe
- Titolo originale: Charlie in Charge
- Diretto da: Bob Koherr
- Scritto da: Phil Baker, Drew Vaupen

### Trama
Gabe si ritrova a dover prendersi cura di Charlie mentre cerca di completare il suo compito assegnato a scuola con Jo. Nonostante le difficoltà, Gabe cerca di mantenere l'equilibrio tra le sue responsabilità scolastiche e la cura della sua sorellina, dimostrando così il suo impegno come fratello maggiore. La situazione diventa complicata quando Gabe si rende conto che gestire Charlie richiede più attenzione di quanto avesse previsto, mettendo a rischio il suo rendimento scolastico.Nel frattempo, Teddy ed Emmett decidono di aiutare PJ a superare la sua paura del dentista. Per farlo, escogitano un piano ingegnoso per convincerlo ad andare, ma le cose non vanno esattamente come previsto. PJ è riluttante e cerca di evitare la visita, mentre Teddy e Emmett cercano di motivarlo con vari trucchi e strategie divertenti. Questo porta a situazioni comiche e momenti di tensione tra i fratelli, ma alla fine il loro legame familiare emerge come un elemento fondamentale per affrontare le paure.Contemporaneamente, Amy si impegna ad aiutare Bob con un lavoro di disinfestazione, anche se lui aveva promesso di portarla alla spa. La situazione crea una certa frustrazione in Amy, che si sente trascurata rispetto alle sue aspettative. Mentre Bob è concentrato sul lavoro, Amy cerca di trovare un modo per fargli capire quanto sia importante per lei passare del tempo insieme. Questo porta a una serie di discussioni divertenti e situazioni imbarazzanti, evidenziando le dinamiche della loro relazione.In questo episodio, i vari personaggi affrontano sfide quotidiane che mettono alla prova i loro legami familiari. Gabe deve bilanciare le sue responsabilità scolastiche con quelle familiari, Teddy ed Emmett cercano di supportare PJ nella sua paura del dentista e Amy deve affrontare la frustrazione per la mancanza di attenzione da parte di Bob. Attraverso queste esperienze, la famiglia Duncan dimostra che l'amore e il supporto reciproco possono aiutare a superare anche le situazioni più complicate.
- Guest star: G. Hannelius (Joe Keener)

## Zombie a Denver
- Titolo originale: Sleepless in Denver
- Diretto da: Adam Weissman
- Scritto da: Jim Gerkin

### Trama
Gabe organizza un pigiama party con i suoi amici, ma dopo aver visto un film horror, questi ultimi si sentono terrorizzati. La situazione si complica quando sentono un rumore inquietante che sembra provenire da uno zombie; in realtà, è solo Bob che si muove in casa. Nel frattempo, Teddy deve prepararsi per un'audizione importante, ma gli amici di Gabe non la lasciano in pace e la distraggono costantemente.Charlie, la sorellina di Gabe e Teddy, si rifiuta di dormire nella sua nuova camera. Per aiutarla e nel contempo prepararsi al provino, Teddy decide di dormire nella stanza di Charlie, affrontando così le sue paure. PJ, d'altro canto, inizia a mangiare troppo e ha un sogno preoccupante in cui diventa grasso e incapace di fare qualsiasi cosa. Questo sogno lo spinge a riflettere sulla sua alimentazione e a decidere di smettere di mangiare in modo eccessivo.La situazione si complica ulteriormente quando Charlie disegna sulla faccia di Teddy mentre dorme. Nonostante questo imprevisto, Teddy si presenta all'audizione e sorprendentemente ottiene la parte, dimostrando che la sua determinazione è più forte degli ostacoli. Alla fine dell'episodio, un vero zombie scende dalle scale di casa Duncan e si mette a guardare un film che Amy ha affittato: "Le scimmie e le folli banane", lasciando tutti sbalorditi e aggiungendo un tocco comico alla serata.Questa puntata mette in evidenza le dinamiche familiari e le sfide quotidiane che i Duncan affrontano con umorismo e affetto. Gabe deve gestire le paure dei suoi amici, Teddy deve bilanciare le sue aspirazioni artistiche con le responsabilità familiari e PJ deve affrontare le conseguenze delle sue abitudini alimentari. Insieme, dimostrano che l'amore familiare può superare anche le situazioni più spaventose.
- Guest star: Nolan Gould (Zender), Najee Muhammad (Liam), Mackenzie Hannigan (Jeremy)

## La prima delusione d'amore
- Titolo originale: Girls Bites Dog
- Diretto da: Eric Dean Seaton
- Scritto da: Christopher Vane

### Trama
Charlie morde il ragazzo di Teddy, Spencer, creando subito tensione nella relazione tra i due. Quando Teddy va a trovare Spencer, scopre che lui è con un'altra ragazza, Skyler, nonostante avesse affermato che era solo un'amica. La situazione si complica ulteriormente quando Spencer si imbatte nelle due ragazze che parlano e realizza che entrambe sono le sue fidanzate. Questo porta a una situazione imbarazzante in cui entrambe decidono di lasciarlo, lasciando Spencer a gestire le conseguenze delle sue bugie.Nel frattempo, Gabe approfitta della situazione per trattare PJ come un autista personale. PJ ha recentemente preso in prestito del denaro da Gabe per comprare l'auto della defunta nonna di un suo amico e ora Gabe si aspetta di ricevere un trattamento speciale in cambio. Per evitare che Gabe si avvicini troppo all'auto, PJ architetta un piano per spaventarlo, dicendogli che l'auto è posseduta dallo spirito della nonna. Questo stratagemma ha lo scopo di mantenere Gabe lontano dall'auto e restituire a PJ la libertà di usarla senza interferenze.La trama si sviluppa attraverso una serie di eventi comici e situazioni imbarazzanti che mettono in evidenza le dinamiche familiari e le relazioni tra i personaggi. Teddy deve affrontare il dolore della delusione amorosa mentre cerca di capire la vera natura di Spencer, mentre Gabe e PJ navigano le complicazioni del prestito e dell'amicizia. Alla fine, la puntata sottolinea l'importanza della sincerità nelle relazioni e il valore del supporto familiare in momenti difficili.
- Guest star: Shane Harper (Spencer Walsh), Raven Goodwin (Ivy Wentz), Samantha Boscarino (Skyler).

## Come guarire un cuore spezzato
- Titolo originale: Teddy's Broken Heart Club Band
- Diretto da: Adam Weissman
- Scritto da: Michael Fitzpatrick

### Trama
Teddy dà vita a una rock band con Skyler: le due scrivono e suonano un brano su Spencer per quello che ha fatto, solo per vendicarsi, caricandolo successivamente sul web. Nel frattempo, Gabe e PJ sono stanchi di condividere la stessa stanza, così Gabe decide di andare a dormire nella stanza di Rodney Dabney, figlio della signora Dabney, poiché egli è in Florida. Amy decide di andare in palestra e di portare sua figlia Charlie dalla signora Patricia, una badante che si trova proprio accanto alla palestra. Quando la madre scopre della SPA, decide di frequentare quest'ultimo posto.
- Guest star: Shane Harper (Spencer Walsh), Raven Goodwin (Ivy Wentz), Samantha Boscarino (Skyler), Mary Scheer (Patricia)

## Buona fortuna, Teddy
- Titolo originale: Teddy Rebounds
- Diretto da: Eric Dean Seaton
- Scritto da: Phil Baker, Drew Vaupen

### Trama
Il nuovo compagno di giochi di Gabe, Austin, si innamora di Teddy e le chiede di diventare la sua ragazza. Intanto, a scuola, Teddy scopre che il suo ex si è già fidanzato e, per ingelosirlo, afferma che anche lei si è fidanzata con un ragazzo di nome Austin. Austin continua a corteggiarla e, per farlo smettere, Teddy decide di uscire con lui. Tuttavia, mentre si trova all'imbarazzante festa a cui è andata con Austin, viene vista da Spencer, che capisce tutto. Nel frattempo, il padre di PJ entra a far parte della sua band fingendosi un adolescente.
- Guest star: Nathan Gamble (Austin), Ryan Heinke (Jimmy), Shane Harper (Spencer Walsh), Micah Williams (Emmet Burnet)

## La prima bici di Charlie
- Titolo originale: Pushing Buttons
- Diretto da: Adam Weissman
- Scritto da: Phil Baker, Drew Vaupen

### Trama
Gabe riceve una bici che però non gli piace. Così cerca in tutti i modi di sbarazzarsene e, alla fine, la vende al suo amico fingendo un furto e accusando Charlie di aver lasciato il portone del garage aperto. In questo modo può comprarsi una nuova bici. Tuttavia, il papà scopre presto l'inganno e, alla fine, Gabe può conservare la sua nuova bici, mentre a Charlie verrà regalata la prima bicicletta che il papà ha ottenuto cambiando la vecchia di Gabe.Nel frattempo, Teddy deve svolgere un compito per il corso di recitazione e vuole riprendere il momento in cui ha scoperto che la mamma aspettava una bambina. Teddy riesce a dare una parte a tutti i personaggi del suo corso di recitazione, ma non trova una mamma, così decide di dare il ruolo alla sua vera madre. Tuttavia, questa fa innervosire Teddy, che le dice cosa prova davvero. Alla fine si risolve tutto e Teddy svolge un buon compito.
- Guest star: Tucker Albrizzi (Jake) e Danielle Morrow (Kimmy)

## Spettacolo sulla neve (parte prima)
- Titolo originale: Snow Show, Part 1
- Diretto da: Shelley Jensen
- Scritto da: Erika Kaestle, Patrick McCarthy

### Trama
La famiglia Duncan va in vacanza nell'albergo dove Amy e Bob si sono sposati. All'arrivo, Teddy incontra una sensitiva che le predice che si ritroverà con due piedi sinistri, un piccolo orso nella sua stanza e che troverà, in quel luogo, l'amore della sua vita. Tutto si avvera e l'amore della sua vita si rivela essere Spencer. Nel frattempo, Bob comunica ad Amy che non sono realmente sposati, poiché il prete era un truffatore che ha officiato centinaia di matrimoni finti.PJ decide di andare in montagna a fare snowboard, ma non si accorge che la pista è vietata e finisce per cadere dalla montagna. Viene soccorso da due ragazze che si innamorano di lui e lo portano a casa, coccolandolo. Tuttavia, il padre delle ragazze arriva e, vedendo PJ in accappatoio, lo insegue e lo caccia di casa.Gabe, invece, ritrova in albergo il suo ex professore e ordina i piatti più costosi del menu. L'uomo gli spiega che per avere quei piatti deve pagare, e l'unica alternativa è lavorare. Gabe accetta di lavorare, ma non ha successo nel suo tentativo di guadagnarsi il cibo.Infine, la piccola Charlie fa amicizia con un altro bambino presente nell'albergo.
- Guest star: Shane Harper (Spencer Walsh), Raven Goodwin (Ivy Wents)

## Spettacolo sulla neve (parte seconda)
- Titolo originale: Snow Show, Part 2
- Diretto da: Joel Zwick
- Scritto da: Christopher Vane

### Trama
Quando Teddy incontra Spencer, lui le rivela di essere ancora innamorato di lei. Mentre si ritrovano sulla seggiovia insieme, questa si blocca in aria e qui Spencer bacia Teddy. Nel frattempo, PJ e Gabe partecipano a una gara di pattinaggio artistico per principianti per saldare i loro debiti, riuscendo a guadagnare la somma necessaria.Amy e Bob, dopo aver scoperto che non sono davvero sposati, decidono di "risposarsi" e Bob organizza il matrimonio di nascosto. Dopo il matrimonio, Amy afferma che quando bacia Bob sente che è l'amore della sua vita. Questo porta Teddy a rendersi conto di non essere più innamorata di Spencer, ma chiede comunque la sua amicizia.
- Guest star: Shane Harper (Spencer Walsh), Raven Goodwin (Ivy Wents)

## Scuola guida con la signora Dabney
- Titolo originale: Draving Mrs. Dabney
- Diretto da: Bob Koherr
- Scritto da: Dan Staley

### Trama
Teddy sta per compiere 16 anni e desidera prendere la patente, ma suo padre non è d'accordo. Nel frattempo, Gabe e PJ cercano un regalo per Teddy e si recano in un negozio di scarpe, sapendo che a lei piacciono un paio di stivali. Poiché Teddy e Gabe hanno lo stesso numero di scarpe, PJ costringe Gabe a infilare alcuni stivali per confrontare la misura, ma Gabe non riesce più a toglierli.Per fare pratica di guida, Teddy accompagna la signora Dabney dalla sorella in montagna, ma si trovano ad affrontare varie peripezie. A casa Duncan, la famiglia sta organizzando una festa a sorpresa per Teddy. Al ritorno dal viaggio con la signora Dabney, Teddy entra in casa tutta sporca e con una lampada come gonna.Durante la festa, Bob spiega a Teddy che non voleva farle prendere la patente per paura che un giorno potesse andarsene di casa. Alla fine, Teddy riesce a far ragionare suo padre e ottenere il permesso di prendere la patente.
- Guest star: Patricia Belcher (Estrelle Dabney)